# 지도북국민학교 포작분교
지도북국민학교 포작분교는 전라남도 신안군 지도읍 대포작길 2(어의리 539)에 있었던 초등학교이다.

## 연혁
- 1963년 7월 31일 지도북국민학교 포작분교 개교
- 1967년 4월 1일 도서벽지학교 '갑'급 지정
- 1986년 1월 1일 도서벽지학교 '가'급 조정
- 1989년 9월 1일 도서벽지학교 '나'급 조정
- 1995년 9월 1일 폐교 및 지도중앙국민학교 통폐합